# Toulx-Sainte-Croix
Toulx-Sainte-Croix ist eine Gemeinde im Zentralmassiv in Frankreich. Sie gehört zur Region Nouvelle-Aquitaine, zum Département Creuse, zum Arrondissement Aubusson und zum Kanton Boussac. Sie grenzt im Nordwesten an Malleret-Boussac, im Norden an Saint-Silvain-Bas-le-Roc, im Osten an Lavaufranche, im Südosten an Bord-Saint-Georges, im Süden Trois-Fonds, im Südwesten an Saint-Silvain-sous-Toulx und im Westen an Clugnat. Die Bewohner nennen sich Toullois.

## Geschichte
Toulx-Sainte-Croix war ein galloromanisches Dorf namens Tullum, das durch eine sechs Meter dicke Mauer geschützt war. Die Häuser waren mit Strohdächern gedeckt. 

### Bevölkerungsentwicklung
| Jahr      | 1962 | 1968 | 1975 | 1982 | 1990 | 1999 | 2008 | 2013 |
| --------- | ---- | ---- | ---- | ---- | ---- | ---- | ---- | ---- |
| Einwohner | 645  | 570  | 507  | 435  | 361  | 304  | 299  | 281  |

## Sehenswürdigkeiten
- Überreste der zerstörten Kapelle Saint-Martial, seit 1991 Monument historique
- Die romanische Kirche Saint-Martial mit separatem Glockenturm, seit 1986 Monument historique
- Pierres Jaumâtres
- Tour Observation de Toulx, ein Aussichtsturm
- Antenne sismique Toulx

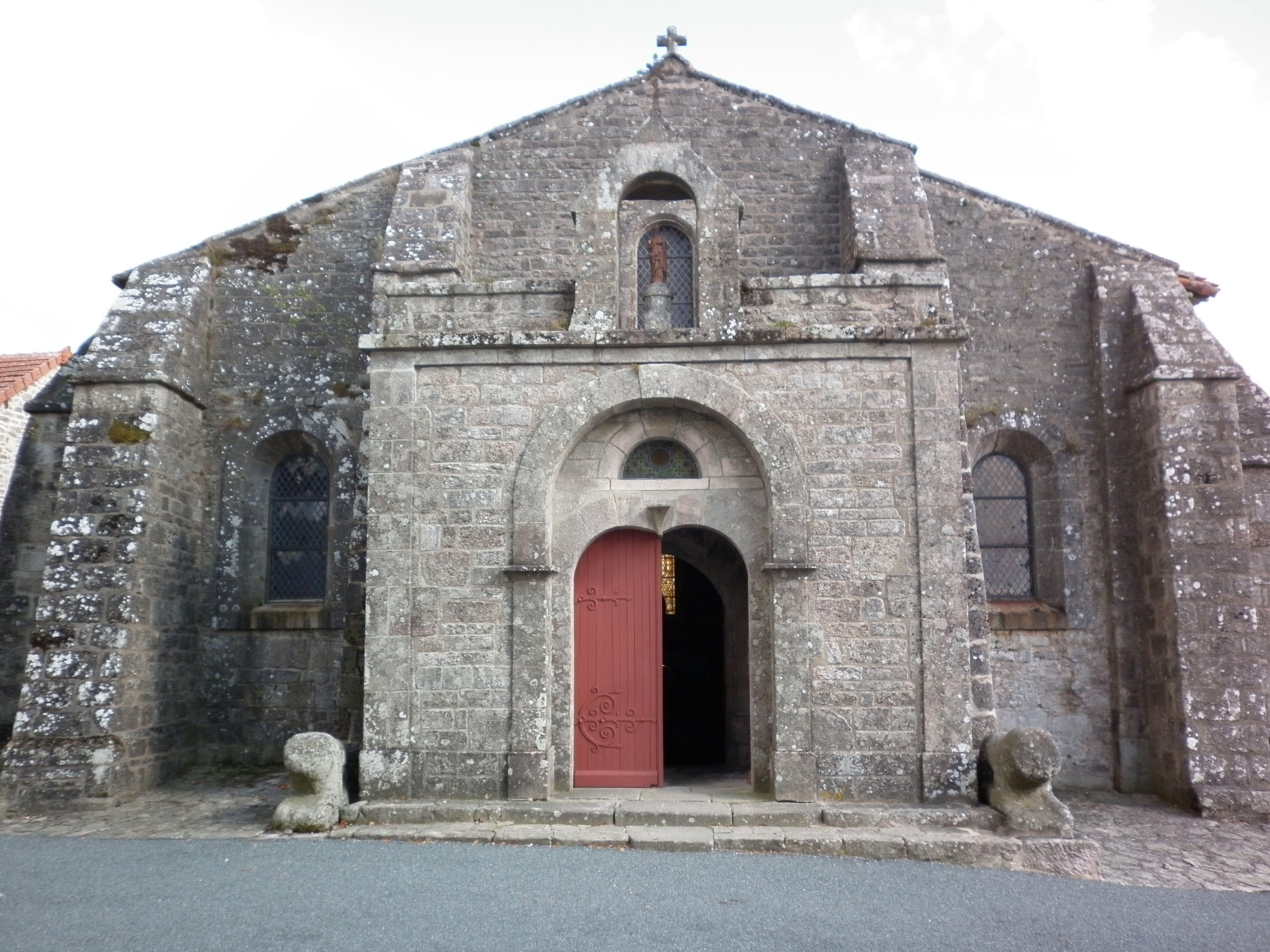
Überreste der Kapelle Saint-Martial
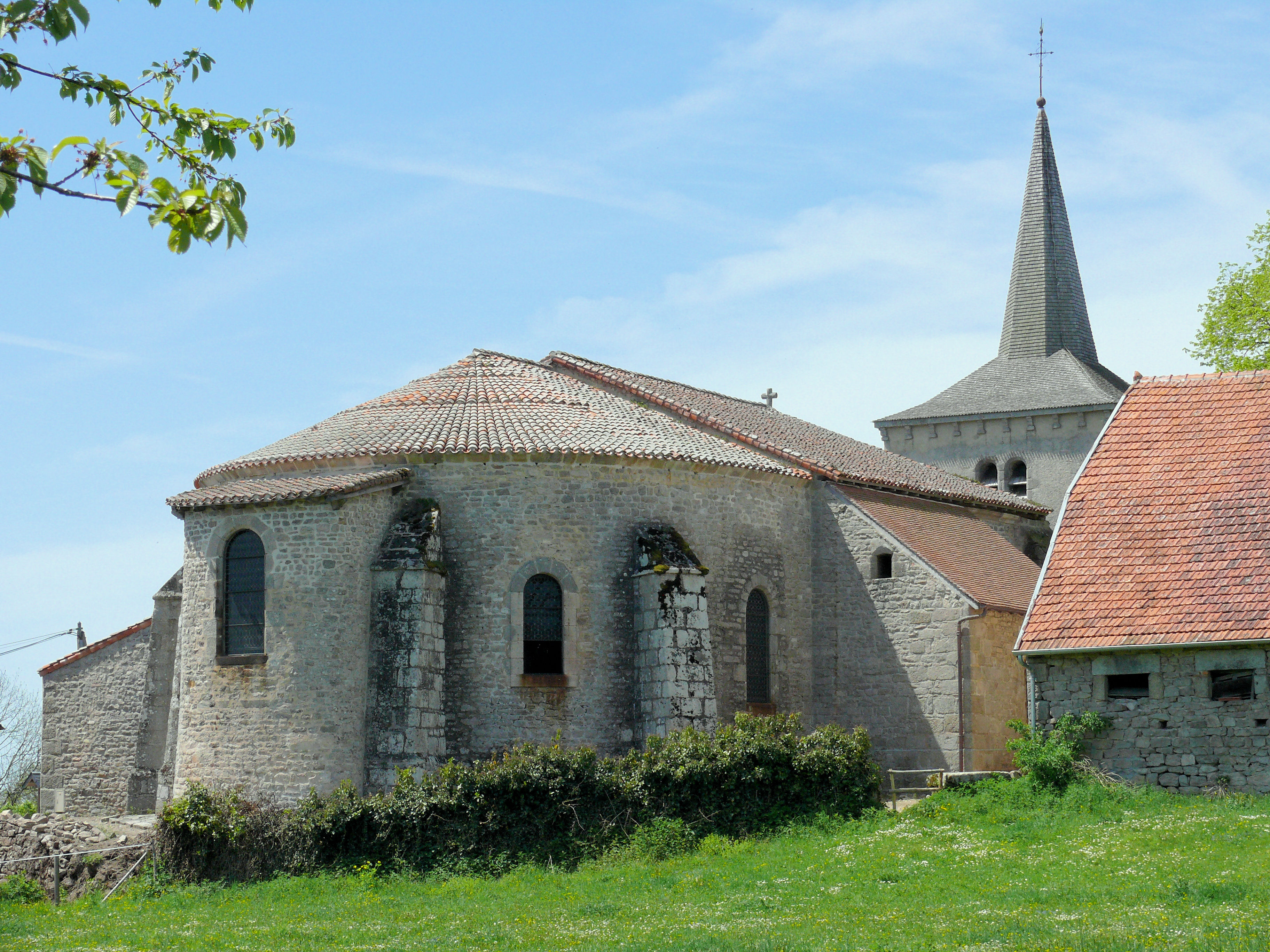
Kirche Saint-Martial
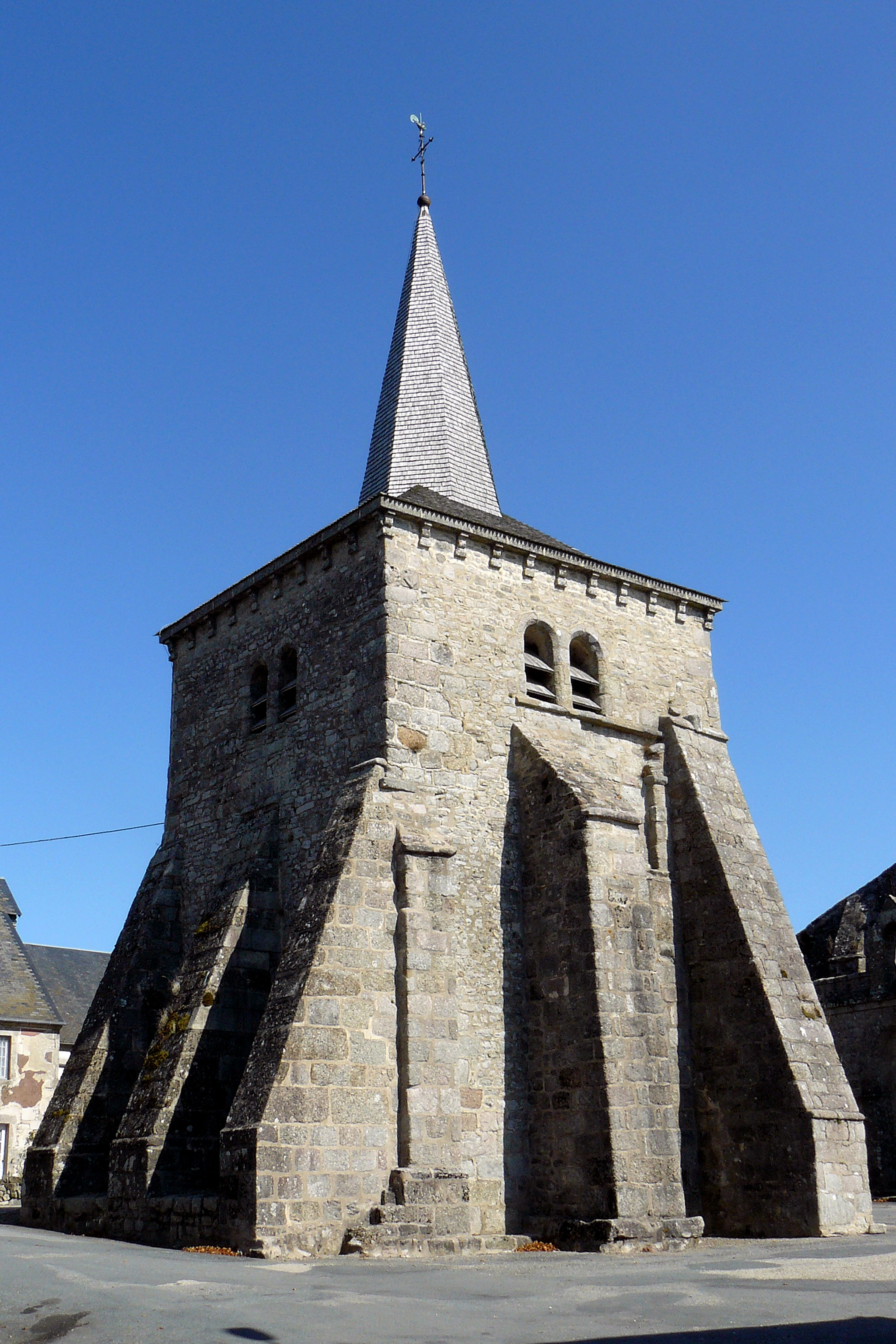
Separater Glockenturm der Kirche Saint-Martial
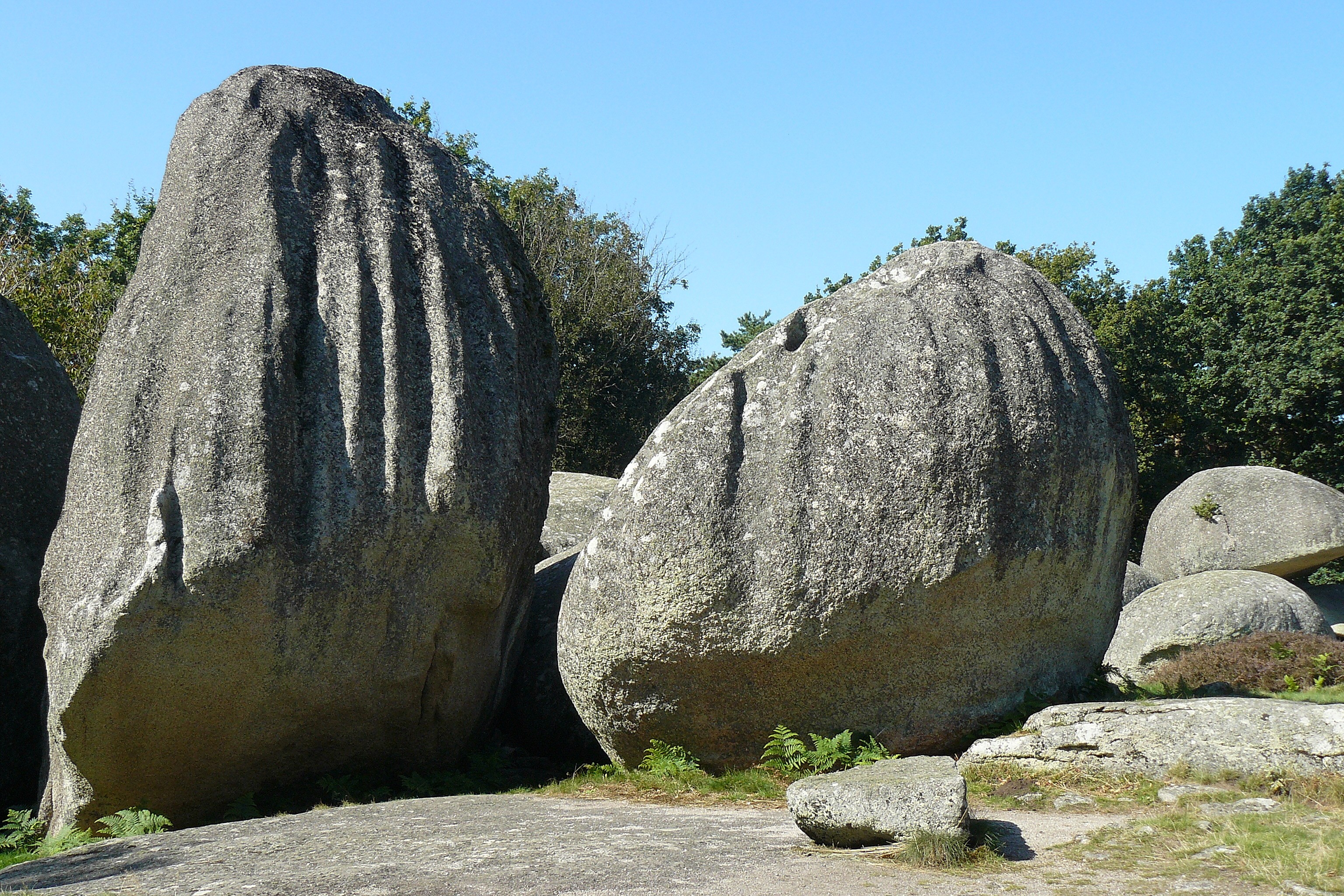
Pierres Jaumâtres
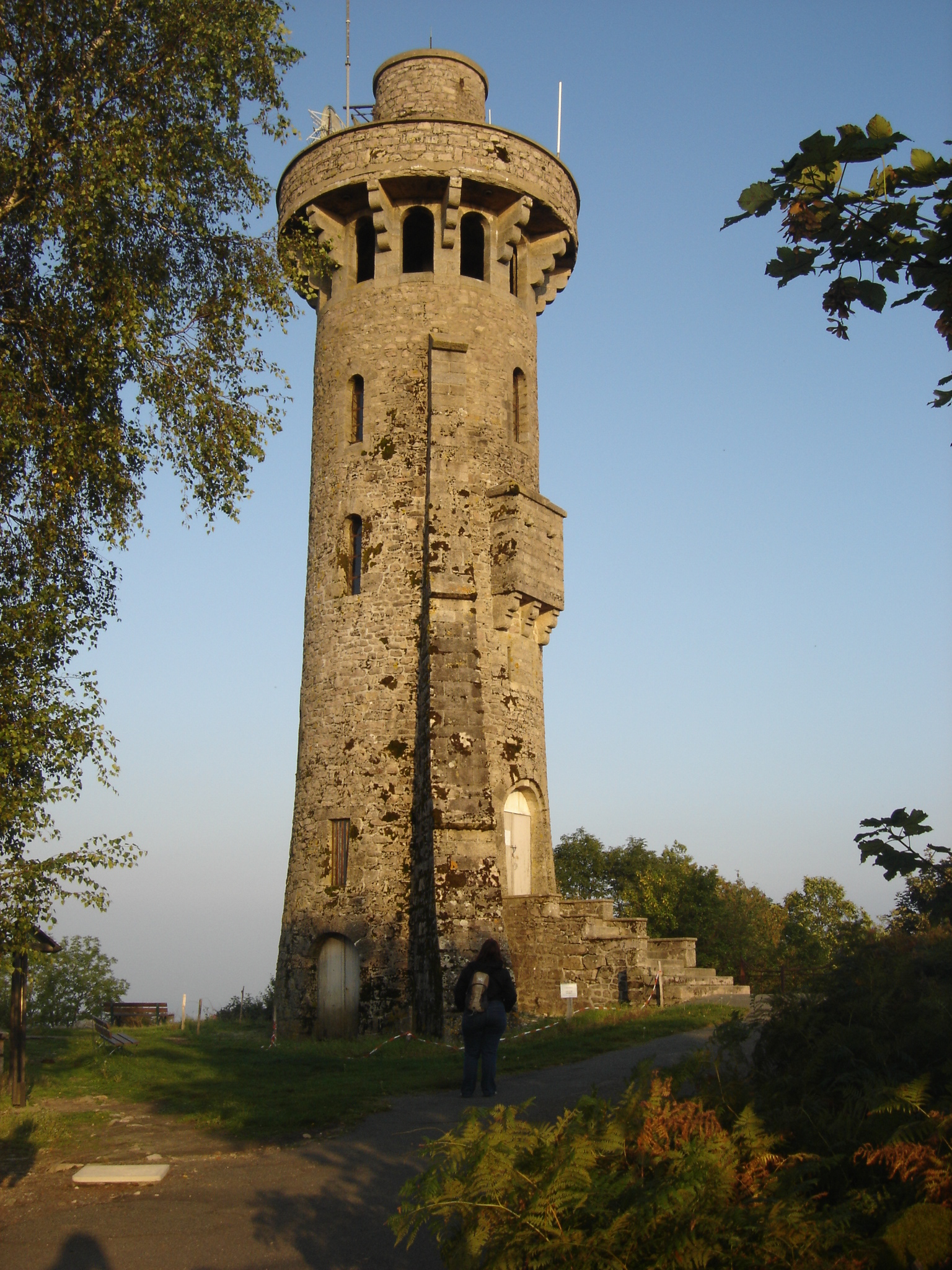
Aussichtsturm
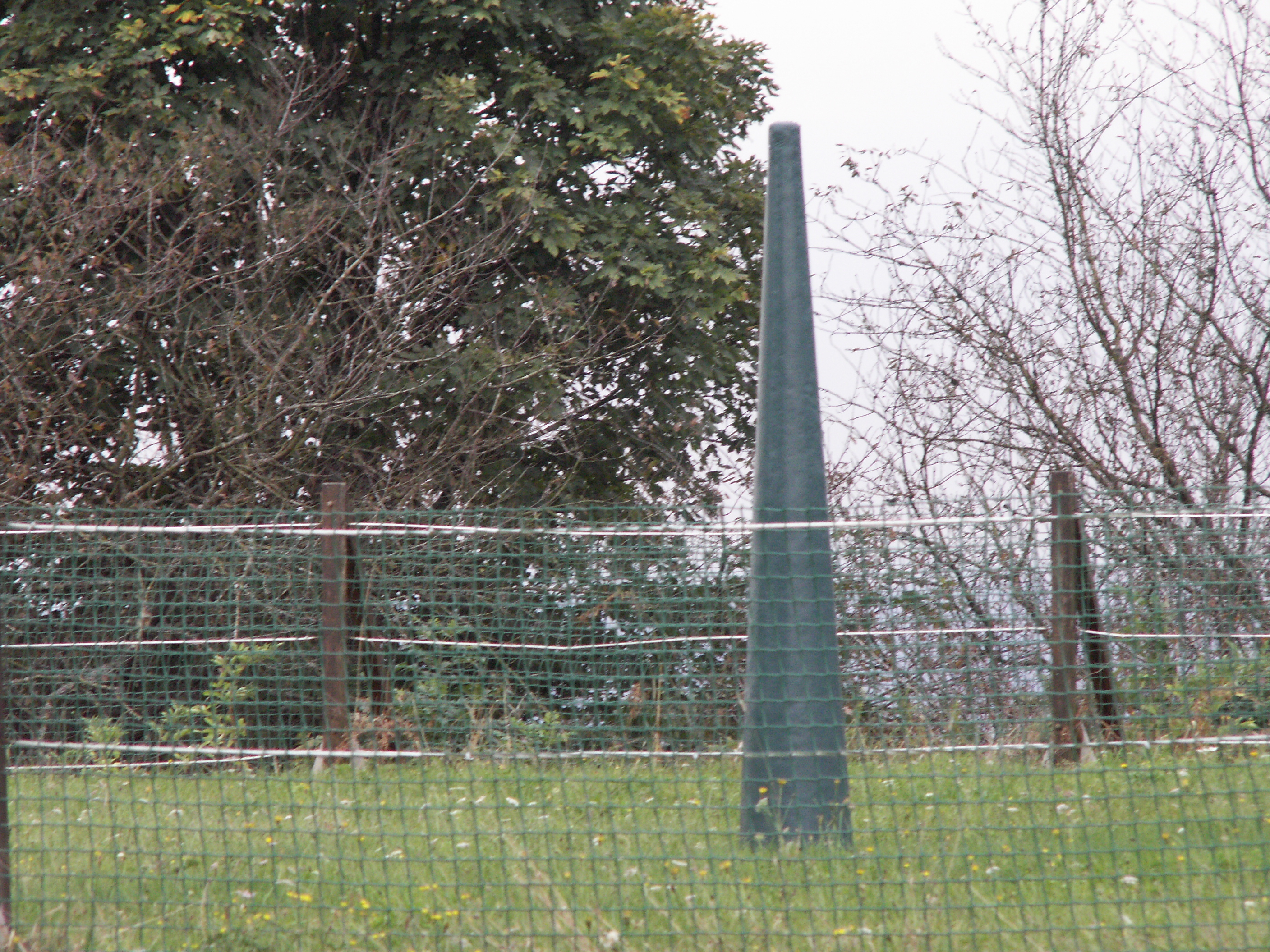
Antenne sismique Toulx
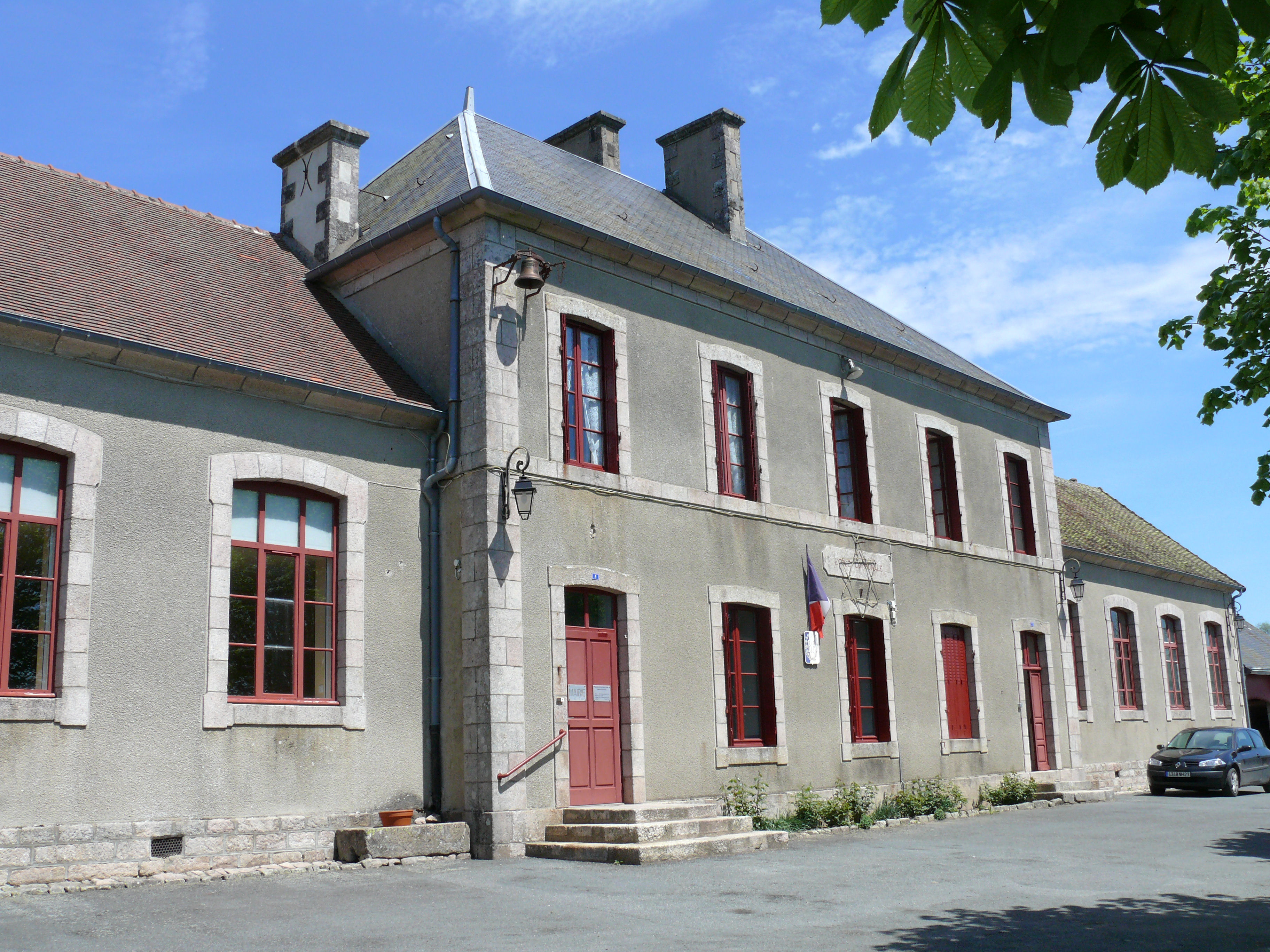
Schul- und Gemeindehaus
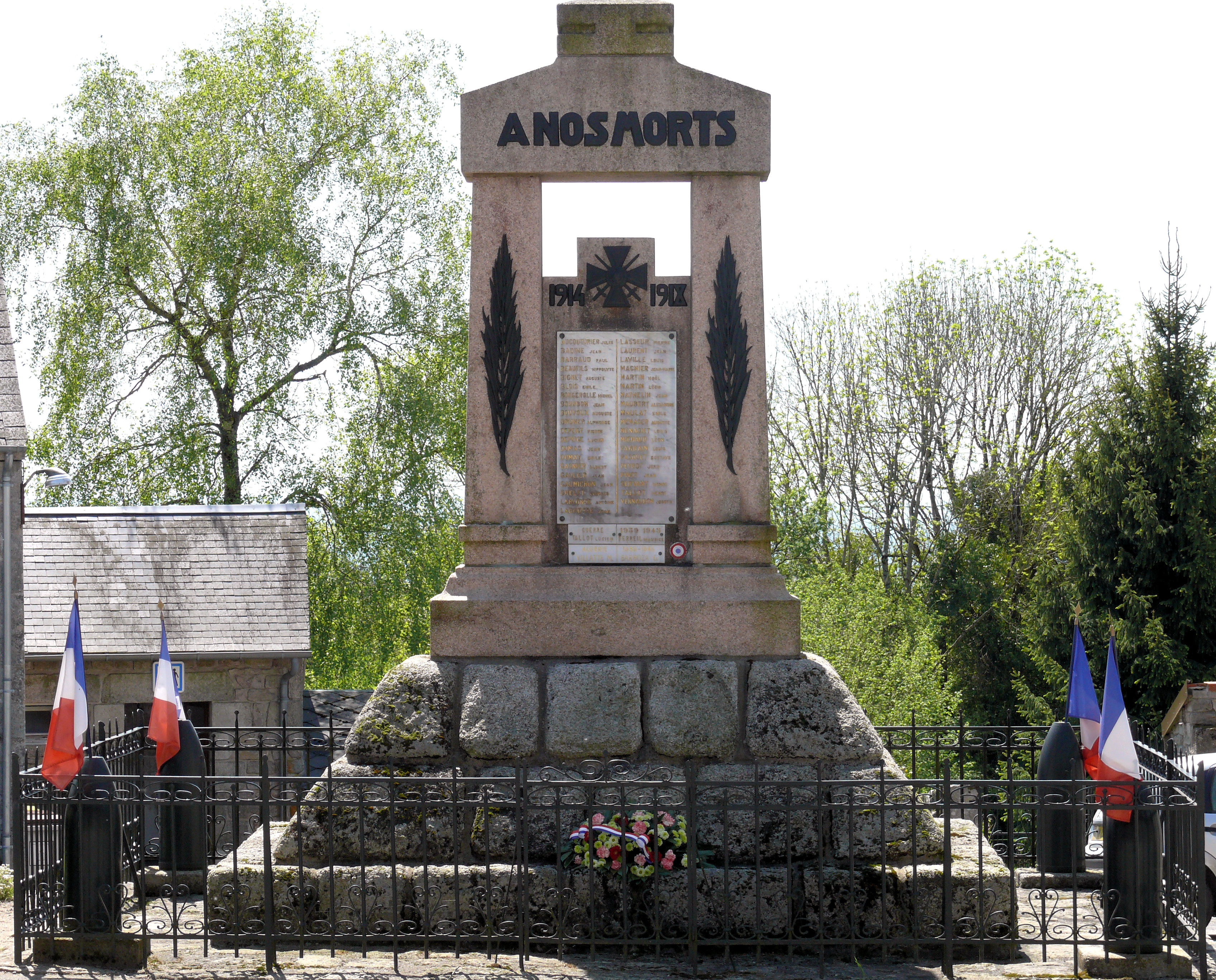
Kriegerdenkmal